# Plavček (žaba)
Plavček ali barjanska žaba (znanstveno ime Rana arvalis) je najmanjša prava žaba v Sloveniji.

## Značilnosti barjanske žabe
Običajno v svoji rasti ne doseže večje dolžine od 6 cm. Ima priostren gobec in mlečno bel ali rumenkast trebuh, če ji zadnjo nogo potisnemo ob trupu naprej, doseže peta ravno konec gobca. Samci imajo ob drstitvi svetlo modro kožo, zato jih barjanci tudi imenujejo plavčki.

## Življenjski cikel žab
Žabe rastejo zelo počasi. Nekatere se oplodijo šele v drugem ali tretjem ter celo četrtem letu. Žive razmeroma dolgo, od 10 do 15 let, in v vsem tem obdobju rastejo. Večina žab ne dočaka te starosti, ker imajo mnogo plenilcev, kot so ptiči, manjše zveri, kače, ribe, veliko pa pogine že paglavcev, največkrat zaradi prezgodnje izsušitve močvar in mlak. Veliko škodo jim povzroča tudi človek z brezobzirnimi posegi v naravni habitat in hidrološki sistem mokrišč. Posebno občutljive so žabe na kemično onesnaženje okolja, katerega povzročamo ljudje z modernim kmetovanjem in raznimi zaščitnimi sredstvi - pesticidi. Danes je mnogo preveč posegov v svet mokrišč, od orjaških gradenj do lokacije smetišč, zato žabe izumirajo.